# 水海道ゴルフクラブ
水海道ゴルフクラブ（みつかいどうゴルフクラブ）は、茨城県常総市坂手町に広がるゴルフ場である。

## 概要
水海道ゴルフクラブは、新たなゴルフ場建設に向け、「遠山偕成ホールディングス株式会社」がゴルフ場経営に乗り出したことに始まる。1964年（昭和39年）9月19日、日興證券株式会社・遠山元一のオーナークラブとしてパブリックゴルフ場の18ホール規模のゴルフ場で開場した。コース名は、「水海道ゴルフクラブ」、コース設計は安田幸吉が、工事は株式会社竹中工務店が行った。1970年（昭和45年）8月、日本プロゴルフ選手権大会が開催された、パブリックコースとしては日本で初めての開催である。1987年（昭和62年）11月、一部上場企業が会員企業となるとなる法人専用会員制クラブとなる。2012年（平成24年）10月、法人会員に個人会員や年間会員を加えた新会員制度を発足した。

## 所在地
〒303-0042 茨城県常総市坂手町5213番地

## コース情報
- 開場日 - 1964年9月19日
- 設計者 - 安田 幸吉
- 面積 - 859,000m2（約26万坪）
- コースタイプ - 林間コース
- コース - 18ホールズ、パー72、7,047ヤード、コースレート73.3
- グリーン - 2グリーン、コーライ　ベント（ペンクロス）
- フェアウエイ - コーライ
- ラフ - ノシバ
- プレースタイル - 歩き(電動カート)自走式、全組キャディ付き
- 練習場 - 24打席 220ヤード
- 休場日 - 毎週月曜日、12月31日、1月1日[2][3]

## クラブ情報
- ハウス設計 - 株式会社竹中工務店
- ハウス施工 - 株式会社竹中工務店[2]

## ギャラリー
- コース - 「水海道ゴルフクラブ」、コース案内
- ハウス - 「水海道ゴルフクラブ」、施設案内

## 交通アクセス
- 鉄道 - 常磐線（JR東日本）・関東鉄道常総線 - 取手駅よりタクシー利用 約15分
- 道路 - 常磐自動車道 - 谷和原ICより 10km 約15分[4]

## メジャー選手権
- 1970年（昭和45年） - 第38回 日本プロゴルフ選手権大会開催[5]

## 関連文献
- 『ゴルフ場ガイド 東版』2006-2007、「水海道ゴルフクラブ（茨城県）」、東京 ゴルフダイジェスト社、2006年5月、2020年10月8日閲覧
- 『ゴルフ場セミナー』、「Course Report(VOL.186)水海道ゴルフクラブ(茨城県) 時流への素早い対応で会員の満足度アップと活性化を」、東京 ゴルフダイジェスト社、2014年6月、2020年10月8日閲覧